# Parailurus
Parailurus és un gènere extint de mamífers carnívors de la família dels ailúrids que visqueren a Europa i Nord-amèrica des del Pliocè superior fins al Plistocè inferior, fa entre 1,8 i 3,2 milions d'anys. Se n'han trobat restes fòssils a Eslovàquia, els Estats Units, Hongria, el Japó, el Regne Unit, Romania i Rússia. Eren un 50% més grossos que els seus parents vivents del gènere Ailurus (pandes vermells) i tenien tres dents premolars inferiors. La seva relació exacta amb Ailurus resta per aclarir. El nom genèric Parailurus significa ‘al costat del gat’.